# シリセン
シリセン（英: Silicene）とは、グラフェンの炭素原子をシリコン元素で置き換えたハチの巣格子状に結晶を組んだグラフェン状物質のことである。2012年に入り、シリコンのハニカム構造であるシリセンが実験的に合成された。シリコンは原子が炭素より大きいために、結晶構造がバックルしており、スピン軌道相互作用が比較的大きくなる。このためシリセンにはグラフェンよりも豊かな物性が潜んでいる事が期待できる。実際、シリセンは、最近、大きな関心を集めているトポロジカル絶縁体を実現している物質の有力候補である。またシリセンは従来のシリコンデバイスとの相性も良く、ありふれた物質であるシリコンでトポロジカル絶縁体が出来る事は興味深い。